# Dos a la carta
Dos a la carta es una película de comedia española de 2014, rodada en español y catalán, y dirigida por Robert Bellsolà. Se estrenó el 21 de noviembre de 2014 en España.

## Sinopsis
Óscar, un inteligente smoker de ciudad, aparenta ser un triunfador pero vive una realidad muy distinta, estresado, viviendo por encima de sus posibilidades y casado con Belén, una mujer que no hace más que gastar. A más de cien kilómetros de distancia vive Dani, un bobo rural sin oficio ni beneficio que trabaja de camarero y provoca desastres allá donde va. Un día, la vida de estos dos hombres se une cuando descubren que son hermanos y se ven obligados a compartir Can Pitu, un restaurante perdido en un idílico entorno rural en el Empordà. Una auténtica pesadilla para Óscar y Belén, acostumbrados a la vida urbana, pero que se convierte en su escondrijo perfecto para huir de unos peligrosos clientes rumanos arruinados después del fracaso de una inversión de alto riesgo recomendada por el propio Óscar. Pero la nueva vida en Can Pitu le muestra a Óscar un lugar fascinante e inspirador, a pesar de que disfrutarlo se convertirá en una hilarante lucha sin tregua.

## Reparto
- Adrià Collado como Óscar.
- Andoni Agirregomezkorta como Dani.
- Helena Pla como Martona.
- Carolina Bang como Belén.
- Melanie Olivares como Yoli.
- Miqui Puig como Cura.
- Marcel Tomàs como Marcello.
- Sergi López como Deulofeu.